# Neotinea tridentata
Orchis dentelé
Espèce
Neotinea tridentata (orchis dentelé ou orchis tridenté) est une plante herbacée appartenant au genre Neotinea et à la famille des Orchidacées.

## Description

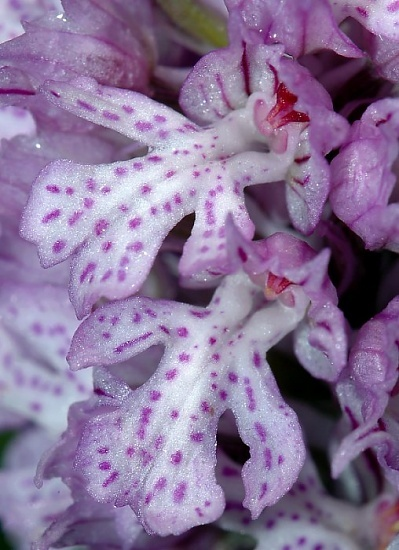
Fleurs dorchis tridenté.

## Synonyme
- Orchis tridentata Scop.

## Sous-espèces
- Neotinea tridentata subsp. conica (Willd.) R.M.Bateman, Pridgeon & M.W.Chase,(1997). - Orchis conique
- Neotinea tridentata subsp. tridentata